# هادي الخفاجي الكربلائي
هادي بن صالح بن مهدي بن درويش آل عجام الخفاجي الكربلائي. (1908 بغداد - 4 يناير 1992 كربلاء) هو رجل دين شيعي وخطيب حسيني عراقي.

## ولادته ونشأته
ينتسب لعائلة ”آل عجام“، وهذه الأسرة تنتسب لقبيلة خفاجة، وينتشر أبناء عائلة آل عجام في الحلة، وكربلاء. وكان هادي الخفاجي يسمى بـ”المسيباوي“ نسبة إلى مدينة المسيب حيث كانت له أراض وأملاك ورثها عن آبائه وكان يقصدها بين الآونة والأخرى لإدارة شؤونها، وكان في كربلاء خطيب آخر يحمل اسم هادي فتمييزاً له عن ذلك الخطيب أطلق عليه لقب المسيباوي.
ولد في دار جده لأمه بمحلة بشار في بغداد سنة 1908، وقد ابتدأ دراسته الدينية على يد والده صالح، ثم ابتدأ الدراسة في ”مدرسة الصدر الأعظم“، و”المدرسة الزينبية“ فتتلمذ على يد محمد الخطيب وأخذ عنه علوم الدين واللغة، وقرأ قطر الندى وألفية ابن مالك على محمد العماري، ثم اتجه بعد ذلك نحو دراسة الخطابة الحسينية على يد محسن أبو الحب.

## خطابته وشعره
اقتصرت ممارسته للخطابة في مدينة كربلاء ولم يمارسها في غير كربلاء رغم الدعوات الموجهة إليه من أقطار عديدة، ولم يخرج من كربلاء إلا في سفره للحج.
كان ناظماً للشعر، غير أن شعره ليس مجموعاً في ديوان أو كتاب وإنما هو مبثوث في الكتب الشعرية المختلفة، ومما كتبه في رثاء الحسين بن علي بن أبي طالب:
لست أنسى الحسين حين تلقى .... من عداه بالطف خطباً جسيما
طلـبوا منه أن يبايع رجسـاً .... مـن بني حرب فاسقاً وزنـيما

## وفاته
توفي في كربلاء في 4 يناير 1992 (28 جمادى الآخرة 1412 هـ)، وتم تشييعه من داره بمحلة باب بغداد، ثم دفن قريباً من قبر الحسين بن علي بن أبي طالب.